# La Prieta Linda
Enriqueta « Queta » Jiménez Chabolla (née le 4 juillet 1933 et morte le 21 septembre 2021), connue sous son nom de scène La Prieta Linda, est une chanteuse et actrice mexicaine.

## Jeunesse
Elle naît le 4 juillet 1933 à Salamanque, Guanajuato, et grandit dans le centre de Mexico. Elle est la sœur cadette de la chanteuse et actrice Guillermina Jiménez Chabolla, « Flor Silvestre (en) », et la sœur aînée de la chanteuse Mary Jiménez (en).

## Carrière
Elle fait ses débuts de chanteuse avec le mariachi de Silvestre Vargas (en). En 1950, sa sœur aînée Flor Silvestre, qui a déjà signé avec la branche mexicaine de Columbia Records, l'invite à former un duo nommé Las Flores ; elles enregistrent deux chansons — Los desvelados et Lo traigo en la sangre (avec le mariachi de Rubén Fuentes) — pour Columbia. En 1952, elle enregistre son premier tube, Quieto, capulín, pour Columbia. Puis avec l'aide de la chanteuse et actrice Lola Beltrán, elle a son propre programme à la radio et signe avec Peerless Records. Elle réalise la plupart de ses enregistrements des années 1950 pour Peerless, y compris des collaborations avec Beltrán, David Záizar et Juan Záizar. Elle paraît dans son premier film à la fin des années 1950. Dans les années 1960, elle signe avec RCA Víctor et enregistre de nouveaux succès tels que Mil cadenas et Al ver. En 1979, elle remporte le premier Ranchera Music Festival avec la chanson Amantes de una noche. Au fil des ans, elle a enregistré plus de 40 albums et effectué diverses tournées à travers le Mexique et d'autres pays. Au cinéma, son rôle comique dans Valente Quintero est remarqué car elle n'y chante pas.

## Vie privée
Elle est la veuve du journaliste d'Excélsior Raúl Vieyra, mort en 2006.

## Discographie

### Singles
- Quieto capulín (Columbia, 1952)

### Albums studio
- La Prieta Linda, avec le Mariachi Guadalajara de Silvestre Vargas y Hnos. Záizar (Peerless)
- Canciones de América, voix de Queta Jiménez La Prieta Linda (Peerless)
- El peor de los caminos (Peerless)
- La Prieta Linda, avec le Mariachi Guadalajara de Silvestre Vargas (Peerless)
- La Prieta "Más" Linda: Queta Jiménez (RCA Víctor)

## Filmographie
- 1957 : El Gallo Colorado
- 1958 : Bajo el cielo de México
- 1961 : El tiro de gracia
- 1961 : Duelo indio
- 1961 : Enterrado vivo
- 1962 : La máscara roja
- 1962 : Juramento de sangre
- 1963 : Matar o morir
- 1963 : Los Amigos Maravilla en el mundo de la aventura
- 1967 : Los alegres Aguilares
- 1968 : Valentín de la Sierra
- 1973 : Valente Quintero
- 1982 : Es mi vida
- 1982 : Los pobres ilegales
- 1986 : ¡Ora es cuando chile verde!